# Diecezja Townsville
Diecezja Townsville – diecezja Kościoła rzymskokatolickiego w metropolii Brisbane, w północno-wschodniej Australii. Została erygowana 12 lutego 1930 w wyniku wyłączenia części terytorium z diecezji Rockhampton.